# Translate.ru
Translate.ru — первое название российского веб-сервиса, предназначенного для перевода текста на другие языки. Открыт 6 марта 1998 года компанией PROMT и является первым общедоступным онлайн-сервисом Рунета. В 2019 году торговая марка была изменена на PROMT.One. При переводе отдельного слова сервис выдаёт словарную статью с примерами перевода, взятыми из открытых источников. 
Имеет русскую, английскую, немецкую, французскую, испанскую и португальскую локализации, а также мобильную версию. 

## История
Сервис онлайн-перевода Translate.ru создан в 1998 году.
В 2018 году сервис запустил ботов перевода в Telegram и в Skype с возможностью перевода между русским и 15 иностранными языками.
С 2018 года платформа PROMT перешла на технологию машинного перевода нейронной сетью.
В 2019 году компания PROMT обновила онлайн-сервис Translate.Ru, и он получил название PROMT.One.
В июне 2019 года сервис PROMT Online был объединён с мобильным приложением Translate.ru для iOS и Android в единую облачную систему машинного перевода.

### Хакерская атака
В 2000 году сайт Translate.ru перестал переводить и на все запросы выдавал только несколько неприличных слов. Администрация сайта заявила, что это дело рук неизвестных хакеров.

## Технология перевода
До 2018 года Translate.ru использовал машинный перевод, основанный на правилах (метод rule-based) и статистический (SMT).
Начиная с середины 2018 года, сервис использует нейронный машинный перевод (NMT).
Качество перевода Translate.ru и других онлайн-переводчиков часто становилось предметом шуток, но, несмотря на большое количество смешных переводов, общий смысл текста, переведённого с помощью алгоритмов машинного перевода, почти всегда понятен. Постоянно ведётся работа над качеством перевода и увеличением словарной базы.

## Возможности

### Языки
На сегодняшний момент поддерживаются следующие языки:
1. Азербайджанский
2. Английский
3. Арабский
4. Греческий
5. Иврит
6. Испанский
7. Итальянский
8. Казахский
9. Киргизский
10. Китайский
11. Корейский
12. Немецкий
13. Польский
14. Португальский
15. Русский
16. Татарский
17. Турецкий
18. Туркменский
19. Узбекский
20. Украинский
21. Финский
22. Французский
23. Чувашский
24. Эстонский
25. Японский

### Словарь
Раздел, включающий перевод слов и устойчивых выражений, транскрипцию и произношение, а также контекстные примеры перевода.

### Контексты
Раздел с примерами употребления слов и выражений в различных контекстах. Для каждого контекста есть перевод на выбранный язык.

### Формы слова
Раздел, включающий склонение и спряжение для русского, английского, испанского, итальянского, немецкого, португальского и французского языков, времена и формы глаголов, падежные формы существительных, степени сравнения прилагательных.
- автоопределение языка
- виртуальная клавиатура
- проверка орфографии
- ручной перевод (обращение в бюро переводов)
- плагин для перевода в любом приложении или браузере PROMT.One Агент (платная функция).

## Мобильное приложение
Система PROMT.One, наряду с онлайн-сервисом включает одноименное мобильное приложение для перевода, работающее на основных мобильных ОС: iOS и Android. Помимо функции перевода текста, приложение включает разговорники, функцию перевода текстов с изображений, функцию голосового перевода. Содержит встроенные покупки.

## Особенности

### Тематики
Есть возможность улучшить качество перевода текстов, определяя их тематику. На выбор предлагаются следующие тематики:
- Универсальный
- Автомобили
- Деловая переписка
- Компьютеры
- Медицина
- Частная переписка

### Произношение
При переводе слова пользователь дополнительно может прослушать его звучание на языке оригинала. Эту возможность для онлайн-переводчика предоставил для сервис Forvo.

### Аудитория
По данным Google Analytics, общая аудитория Translate.ru в 2010 году составила 38,1 млн уникальных посетителей.

## Неудобства
- ограничение объёма переводимого текста (не более 3000 символов). При регистрации объём увеличивается до 10000 символов.[источник не указан 315 дней]

## Лесной болван
Вдохновлённый популярным роликом с переводом фильма «Форрест Гамп» (Лесной болван), летом 2011 года сайт Translate.ru объявил конкурс на смешные переводы любимых фильмов с помощью сервиса translate.ru. В результате в сети появилось множество роликов с таким переводом.[значимость факта?]
Позднее на этот ролик был сделан обзор в «+100500»

## Награды
- 2000 — Бизнес Сайт[8][9].
- 2002 — Золотой сайт[9][10].
- 2007 — Премия Рунета за 2007 год[9].

## Комментарии
1. ↑  В данном случае речь идёт о технологии, разработанной компанией PROMT, так как сайт принадлежит ей. Но это не единственная rule-based технология машинного перевода. Многие онлайн-переводчики используют технологию SYSTRAN.[источник не указан 315 дней]